# Duabanga
Duabanga Buch.-Ham. – rodzaj roślin z rodziny krwawnicowatych. W jego obrębie znajdują się 3 gatunki. Występuje naturalnie w południowych Chinach, zachodnich Indiach, Bangladeszu, Mjanmie, Tajlandii, Laosie, Wietnamie, Kambodży, Malezji, Indonezji, Papui-Nowej Gwinei oraz na Filipinach. Gatunkiem typowym jest D. grandiflora (Roxb. ex DC.) Walp.

## Systematyka
Rodzaj z rodziny krwawnicowatych (Lythraceae) z rzędu mirtowców.
Wykaz gatunków
- Duabanga grandiflora (Roxb. ex DC.) Walp.
- Duabanga moluccana Blume

Mieszance międzygatunkowe
- Duabanga × taylorii Jayaw.